# Pimp My Ride (игра)
Pimp My Ride — видеоигра в жанре аркада с элементами экономического симулятора, разработанная студией Eutechnyx и изданная компанией Activision в 2006 году. Игра основана на одноимённой телевизионной программе. В Pimp My Ride игроку следует зарабатывать деньги с целью модификации транспортных средств клиентов, для чего предусмотрены разнообразные испытания в вымышленном городе Пимп-Сити. Для большей аутентичности разработчики включили в игру ведущего телепрограммы — Xzibit.
Игровая пресса негативно восприняла Pimp My Ride, отметив однообразие прохождения, неудобное управление и низкую реиграбельность, но похвалив саундтрек и схожесть с оригинальной телепередачей. Несмотря на отрицательные отзывы, в 2009 году вышла новая игра по шоу «Тачку на прокачку» — Pimp My Ride: Street Racing.

## Игровой процесс

Игрок участвует в испытании вида Cruise Control: в верхней части экрана указана последовательность кнопок, которую необходимо нажать для успешного завершения испытания

Pimp My Ride выполнена в трёхмерной графике. Во время прохождения игрок выбирает клиента среди перечня визиток, после чего должен заработать определённую сумму денег. Игроку предоставляется возможность свободно ездить по вымышленному городу Пимп-Сити: территория передвижения ограничена, и доступные локации варьируются в зависимости от работы с тем или иным клиентом. По дорогам разбросаны денежные токены (по 4 штуки на клиента, составляют надпись P-I-M-P) и коллекционные значки GPS, сбор которых влияет на прогресс игры. События видов Hot Steppin’ и Ghost Ride the Whip представляют собой аналог музыкальной игры: игрок должен в нужное время нажимать на указываемые кнопки, и чем лучше это сделает, тем лучше будет и конечный результат. Cruise Control — специальные площадки со зрителями на трибунах, перед которыми нужно красиво проехать, последовательно нажав указываемые кнопки (на илл.).
Сбор предметов, прохождение событий, а также разрушение рекламных щитов, парковочных счётчиков и других автомобилей начисляет деньги, и по достижении необходимой их суммы открывается финальное испытание, до начала проведения которого нужно успеть доехать в течение ограниченного времени. Это испытание представляет собой соревнование с соперником: клиент выберет транспортное средство того участника, улучшение от которого больше соответствует предпочтениям клиента. Задание ограничено по времени, а по городу разбросаны баллоны нитро и интерактивные подсказки в виде звонков по мобильному телефону, позволяющие ускорить прохождение. Заезжая в магазины, игрок покупает различные детали для автомобиля, а установка деталей осуществляется в виде ограниченной по времени мини-игры, в которой нужно нажимать определённые кнопки. Испытание завершается, как только будут установлены все возможные детали, закончатся деньги или же истечёт время. Получившийся автомобиль игрок может выбрать для передвижения при работе с новыми клиентами. В версии игры для Xbox 360 действует система достижений.

## Разработка и выход игры
За разработку Pimp My Ride была ответственна студия Eutechnyx, а издательством занималась компания Activision. Игровой процесс создавался с уклоном в симуляцию бизнеса, предоставляя как разнообразные методы заработка внутриигровой валюты, так и обширные возможности по видоизменению транспортных средств. Как и в телепередаче, Xzibit сыграл роль ведущего. Pimp My Ride включает в себя музыку из вышедшего в октябре 2006 года альбома Xzibit Full Circle. За предварительный заказ игры в магазине GameStop покупатели получали в подарок DVD с первым сезоном шоу «Тачку на прокачку».
Изначально Pimp My Ride должна была выйти 14 ноября 2006 года для Xbox 360 и PlayStation 2, но выпуск был перенесён на 21 ноября, когда игра вышла в Северной Америке. 7 февраля 2007 года и 16 марта того же года Pimp My Ride на PlayStation 2 вышла в Австралии и Европе соответственно. На Xbox 360 игра вышла в Австралии и Европе соответственно 14 и 16 марта 2007 года. Для PSP Pimp My Ride вышла 3 апреля 2007 года в Северной Америке, 26 апреля того же года в Австралии и 7 декабря того же года в Европе. Версия для Wii вышла 19 февраля 2008 года в Северной Америке, в марте того же года в Австралии и 12 сентября того же года в Европе.

## Оценки и мнения
| Сводный рейтинг    | Сводный рейтинг | Сводный рейтинг | Сводный рейтинг | Сводный рейтинг |
| Издание            | Оценка          | Оценка          | Оценка          | Оценка          |
| Издание            | PS2             | PSP             | Wii             | Xbox 360        |
| ------------------ | --------------- | --------------- | --------------- | --------------- |
| GameRankings       | 37,22 %         | 23,50 %         | 35,00 %         | 38,88 %         |
| Game Ratio         | 39 %            | N/A             | N/A             | 43 %            |
| Metacritic         | 36/100          | 24/100          | 26/100          | 38/100          |
| MobyRank           | 38/100          | N/A             | N/A             | 39/100          |
| Иноязычные издания |                 |                 |                 |                 |
| Издание            | Оценка          | Оценка          | Оценка          | Оценка          |
| Издание            | PS2             | PSP             | Wii             | Xbox 360        |
| AllGame            | [ 26 ]          | [ 27 ]          | [ 28 ]          | [ 29 ]          |
| Eurogamer          | N/A             | N/A             | N/A             | 2/10            |
| G4                 | N/A             | N/A             | N/A             | 2/5             |
| GameRevolution     | N/A             | N/A             | D+              | N/A             |
| GameSpot           | 4,5/10          | 1,7/10          | N/A             | 4,5/10          |
| GamesRadar+        | [ 33 ]          | N/A             | [ 34 ]          | N/A             |
| GameTrailers       | 4/10            | N/A             | N/A             | 4/10            |
| GameZone           | 3,8/10          | N/A             | N/A             | 4,9/10          |
| IGN                | 2,2/10          | 2/10            | 2,2/10          | 2,9/10          |
| OXM                | N/A             | N/A             | N/A             | 3/10            |
| TeamXbox           | N/A             | N/A             | N/A             | 5/10            |

Pimp My Ride получила негативные отзывы от рецензентов. На GameRankings и Metacritic средняя оценка составляет соответственно 38.88% и 38/100 у версии для Xbox 360, 37.22% и 36/100 — для PlayStation 2, 35.00% и 26/100 — для Wii, 23.50% и 24/100 — для PSP. К недостаткам были отнесены повторяющийся игровой процесс, неудобное управление и отсутствие многопользовательского режима, к достоинствам — саундтрек и наличие Xzibit. В августе 2009 года редакция IGN поместила Pimp My Ride в перечень пяти худших гоночных игр для Xbox 360, а месяцем позже — в перечень пяти худших игр для Xbox 360.
Журналист Eurogamer Дэн Уайтхед раскритиковал повторяющиеся миссии, излишне поверхностный игровой процесс и «неуклюжее» управление, а графика, по его словам, выглядит соответствующей уровню PlayStation 2 и PSP, а не новому поколению консолей. Джастин Липер, обозреватель G4, отнёс к минусам «ужасное» вождение, «лишённый экшна» город и нехватку «навороченных» настроек. Грег Демиано (Game Revolution) раскритиковал низкую детализацию графики, «дрянную» физическую модель, плохую планировку уровней, баги, а также короткие и простые миссии. Алекс Наварро, рецензент GameSpot, заметил, что возможность только одиночного прохождения с повторяющимися мини-играми быстро превращает игру в рутину, а также раскритиковал «неуклюжее» управление и ужасное озвучивание клиентов. Льюис Бедиган (GameZone) тоже прохладно оценил повторяемость игры и озвучивание. Обозреватель IGN, Джонатан Миллер, резко негативно отнёсся и к отсутствию онлайн-возможностей, что не позволяет демонстрировать транспортные средства для других игроков: «в сочетании с плохим, повторяющимся игровым процессом, нет особых причин покупать Pimp My Ride, если вы просто не любите Xzibit». Дейл «Легба» Нардоци (TeamXbox) хоть и отметил наличие интересных инновационных идей, но негативно отнёсся к повторяющемуся игровому процессу, отсутствию многопользовательского режима и озвучиванию клиентов. Версии для PlayStation 2 и Wii также были раскритикованы из-за пониженного качества графики, а для PSP — из-за долгих загрузок, постоянных падений частоты кадров и прерывистого воспроизведения звука.
Тем не менее, рецензенты выделяли в Pimp My Ride и положительные стороны. Липер отметил, что аспекты, имитирующие телешоу, действительно работают, а кварталы в игре выглядят «не слишком убого». Демиано понравились поездки по игровому миру и мини-игры. Наварро отнёс к плюсам наличие Xzibit и «приличный», хоть и немного короткий, перечень песен в стиле хип-хоп. Бедигану понравилось наличие элемента соперничества при доработке транспортных средств, что выделяет игру на фоне шоу. Миллер позитивно отозвался об «отличном» саундтреке и «весёлой» озвучке. Нардоци отметил, что Xzibit отлично справляется с ролью ведущего игры, а графика, по его мнению, выглядит «лучше, чем можно ожидать». Уайтхед и Бедиган, наоборот, неодобрительно отнеслись к озвучиванию Xzibit и саундтреку, который, по их мнению, однообразный и недостаточно хорошо отражает культуру хип-хопа.

## Влияние
Несмотря на негативные отзывы критиков, в 2009 году на PlayStation 2 и Nintendo DS была выпущена новая игра по мотивам программы «Тачку на прокачку» — Pimp My Ride: Street Racing. В отличие от предшественника, игра больше сосредотачивается на гоночных состязаниях, чем на построении бизнеса, и получила смешанные, но более высокие оценки от прессы.